# بابلو تريغيروس
بابلو تريغيروس (بالإسبانية: Pablo Trigueros Estrada) هو لاعب كرة قدم إسباني في مركز الدفاع، ولد في 4 أبريل 1993 في Herreruela de Oropesa ‏ في إسبانيا. لعب مع بونفيرادينا.

## وصلات خارجية
- بابلو تريغيروس على موقع قاعدة بيانات كرة القدم.إي يو (الإنجليزية)
- بابلو تريغيروس على موقع Soccerway.com (الإنجليزية)